# Wyższa Szkoła Chemiczno-Technologiczna w Pradze
Wyższa Szkoła Chemiczno-Technologiczna w Pradze (cz. Vysoká škola chemicko-technologická v Praze – VŠCHT) – czeska uczelnia publiczna w Pradze. Została założona w 1953 roku.
Obecnie (2020) funkcję rektora pełni Pavel Matějka.